# Bruzzano Zeffirio
Bruzzano   Zeffirio község (comune) Calabria régiójában, Reggio Calabria megyében.

## Fekvése
Az Aspromonte Nemzeti Park területén fekszik. Határai: Africo, Brancaleone, Ferruzzano, Sant’Agata del Bianco és Staiti.

## Története
A település területén feltárt régészeti leletek tanúsága szerint Epizephürioi Lokroiből származó görög telepesek alapították. Első írásos említése azonban a 14. századból származik, amikor a nápolyi Caraffa nemesi család birtoka volt. Korabeli épületeinek nagy része az 1783-as calabriai földrengésben elpusztult. A 19. században nyerte el önállóságát, amikor a Nápolyi Királyságban felszámolták a feudalizmust.

## Népessége
A népesség számának alakulása:

## Fő látnivaló
- Borgo Vecchio - történelmi óváros, hangulatos kis utcákkal, középkori épületekkel
- Terme di San Phantino - termálfürdő